# Liên bang Zürich
Zürich (tiếng Đức: Kanton Zürich [ˈtsyːrɪç] ⓘ; tiếng Romansh: Chantun Turitg; tiếng Pháp: Canton de Zurich; tiếng Ý: Canton Zurigo) là một bang của Thụy Sĩ ở phía đông bắc của đất nước. Với dân số là 1.443.436 (tính đến ngày 31 tháng 12 năm 2014), đây là bang đông dân nhất của đất nhất. Zürich là thủ đô de facto của bang nhưng không được đề cập cụ thể trong hiến pháp. Ngôn ngữ chính thức là tiếng Đức. Phương ngữ tiếng Đức Thụy Sĩ được gọi là Züritüütsch được sử dụng phổ biến.

## Địa lý

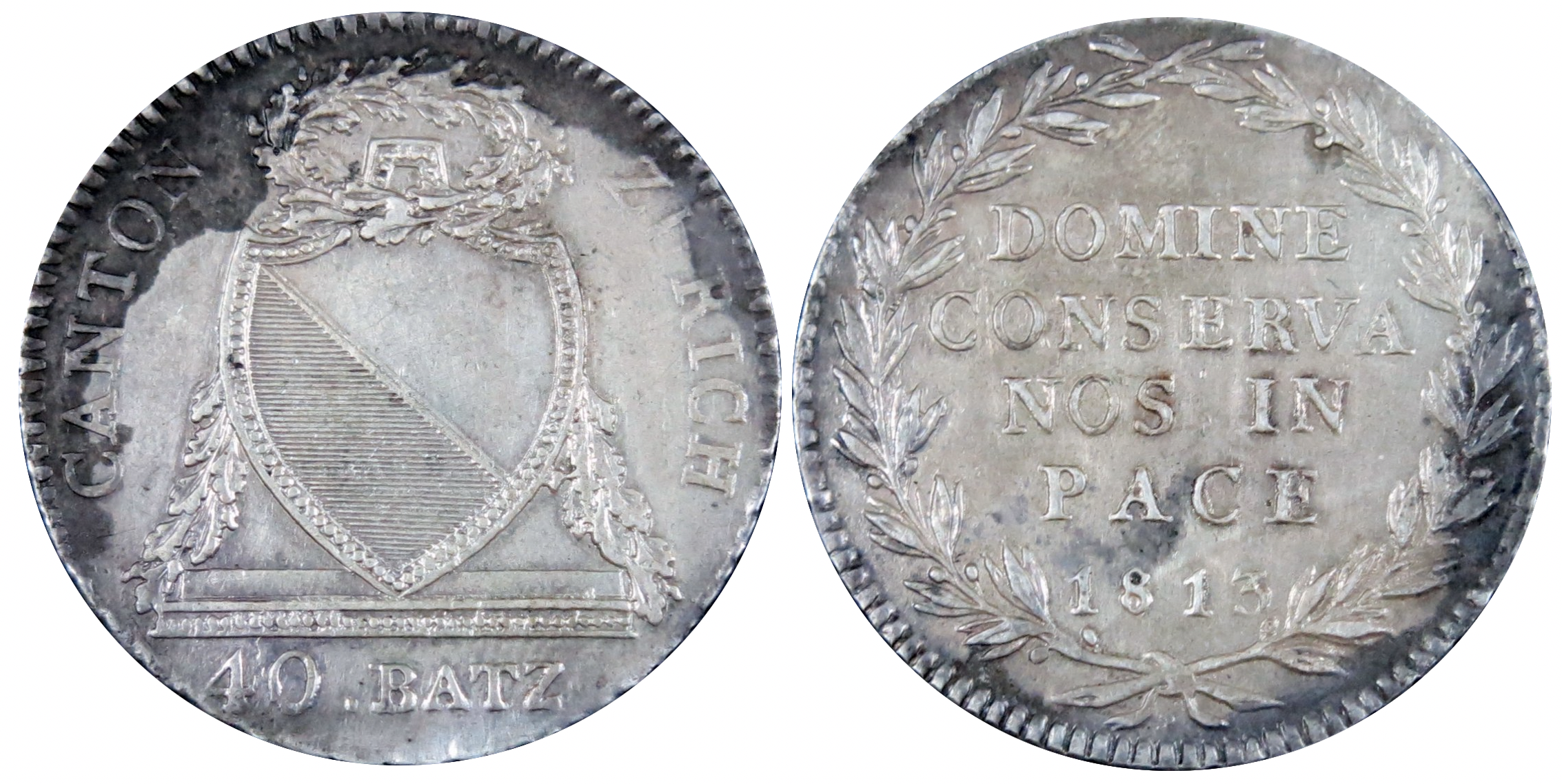
Xu bạc 40 batzen của Bang Zurich, đúc năm 1813, với mặt sau là dòng chữ bằng tiếng Latin: "Lạy chúa, xin giữ bình an cho chúng con"

Bang (hay tổng) Zürich nằm ở phía bắc của Alps. Các tổng giáp ranh là Schaffhausen về phía bắc, Aargau về phía tây, các tổng Zug và Schwyz về phía nam và các tổng Thurgau và St.Gallen về phía đông. Phần lớn mặt hồ Zürich nằm ở bang này.

## Hành chính

### Các quận
Bang Zürich được chia ra thành 12 quận (tiếng Đức: Bezirke):
- Zürich bao gồm thành phố Zürich
- Affoltern có thủ phủ là Affoltern am Albis
- Andelfingen có thủ phủ là Andelfingen
- Bülach có thủ phủ là Bülach
- Dielsdorf có thủ phủ là Dielsdorf
- Dietikon có thủ phủ là Dietikon
- Hinwil có thủ phủ là Hinwil
- Horgen có thủ phủ là Horgen
- Meilen có thủ phủ là Meilen
- Pfäffikon có thủ phủ là Pfäffikon
- Uster có thủ phủ là Uster
- Winterthur có thủ phủ là Winterthur

### Các Municipality
Các quận lại được chia ra thành 171 municipality (Politische Gemeinden).
| - Adlikon - Adliswil - Aesch - Aeugst am Albis - Affoltern am Albis - Altikon - Andelfingen - Bachenbülach - Bachs - Bäretswil - Bassersdorf - Bauma - Benken - Berg am Irchel - Bertschikon - Birmensdorf - Bonstetten - Boppelsen - Brütten - Bubikon - Buch am Irchel - Buchs - Bülach - Dachsen - Dägerlen - Dällikon - Dänikon - Dättlikon - Dielsdorf - Dietikon - Dietlikon - Dinhard - Dorf - Dübendorf - Dürnten - Egg - Eglisau - Elgg - Ellikon an der Thur - Elsau - Embrach - Erlenbach - Fällanden | - Fehraltorf - Feuerthalen - Fischenthal - Flaach - Flurlingen - Freienstein-Teufen - Geroldswil - Glattfelden - Gossau - Greifensee - Grüningen - Hagenbuch - Hausen am Albis - Hedingen - Henggart - Herrliberg - Hettlingen - Hinwil - Hirzel - Hittnau - Hochfelden - Hofstetten bei Elgg - Hombrechtikon - Horgen - Höri - Humlikon - Hüntwangen - Hütten - Hüttikon - Illnau-Effretikon - Kappel am Albis - Kilchberg - Kleinandelfingen - Kloten - Knonau - Küsnacht - Kyburg - Langnau am Albis - Laufen-Uhwiesen - Lindau - Lufingen - Männedorf - Marthalen | - Maschwanden - Maur - Meilen - Mettmenstetten - Mönchaltorf - Neerach - Neftenbach - Niederglatt - Niederhasli - Niederweningen - Nürensdorf - Oberembrach - Oberengstringen - Oberglatt - Oberrieden - Oberstammheim - Oberweningen - Obfelden - Oetwil a.d.L. - Oetwil am See - Opfikon - Ossingen - Otelfingen - Ottenbach - Pfäffikon - Pfungen - Rafz - Regensberg - Regensdorf - Rheinau - Richterswil - Rickenbach - Rifferswil - Rorbas - Rümlang - Rüschlikon - Russikon - Rüti - Schlatt - Schleinikon - Schlieren - Schöfflisdorf - Schönenberg | - Schwerzenbach - Seegräben - Seuzach - Stadel - Stäfa - Stallikon - Steinmaur - Sternenberg - Thalheim an der Thur - Thalwil - Trüllikon - Truttikon - Turbenthal - Uetikon am See - Uitikon - Unterengstringen - Unterstammheim - Urdorf - Uster - Volken - Volketswil - Wädenswil - Wald - Wallisellen - Waltalingen - Wangen-Brüttisellen - Wasterkingen - Weiach - Weiningen - Weisslingen - Wettswil am Albis - Wetzikon - Wiesendangen - Wila - Wildberg - Wil - Winkel - Winterthur - Zell - Zollikon - Zumikon - Zürich |